# 6日間
『6日間』（原題：6 Days）は、Glenn Standringが脚本を担当し、Toa Fraserが監督した2017年のアクションスリラー映画。英国とニュージーランドで製作されたこの作品は、1980年にロンドンで起きた駐英イラン大使館占拠事件を題材にし、ジェイミー・ベル、アビー・コーニッシュ、マーク・ストロング、マーティン・ショウが出演している。
交渉担当のマックス・ヴァーノン（マーク・ストロング）、SASのリーダーであるラスティ・ファーミン（ジェイミー・ベル）、BBCのニュースレポーターであるケイト・エイディ（アビー・コーニッシュ）の3人の視点から事件の状況が描かれている。本作は2017年8月4日に公開されたが、賛否両論あり、その後Netflixでストリーミング配信された。

## あらすじ
1日目。1980年4月30日、6人のイラン系アラブ人がロンドンのケンジントン、プリンシズゲート16番地にあるイラン大使館を襲撃し、少なくとも26人の人質を取った。事件発生を受けて、ラスティ・ファーミン上等兵率いるSAS隊員やロンドン警視庁のマックス・ヴァーノン警部などが招集される。BBCレポーターのケイト・エイディらは、偶然にも事件現場に一番乗りすることになる。当局は、テロリストのリーダーであるサリムから、イランで収監中の91人のアラブ人囚人を釈放しなければ、翌日の正午に人質を殺害するとの電話を受ける。
2日目。マックスはサリムと電話で交渉し、暴力を避けるためにどんな手段でも協力すると伝える。正午が近づき、隣の建物で待機していたSASチームは最悪のケースを想定して大使館に突入する準備を始めるが、サリムが病気を理由に人質を1人解放したため、突入は中止される。マックスがテロリストたちに食料を届けた後、サリムはバス2台を用意しアラブ連盟の大使を伴ったヒースロー空港への安全な移動を要求する。マックスの説得により、期限を48時間後にすることを受け入れる。
3日目、そして4日目。サリムは再び電話をかけてきて、大使たちと話すことを要求する。サリムの右腕であるファイサルは、自分たちの本気度を示すために人質を1人殺害しようとするが、サリムによって止められる。ここで、イラン当局が交渉に加わることを拒否したことが判明する。サリムはマックスに電話をかけ、BBCと話すことを要求し、マックスはやむなく承諾する。その後、サリムは不本意ながらも別の人質を解放する。一方、SASチームは人質が空港に向かうバスに乗っている間に車内に突入し制圧する作戦を立てるが、政府は西ドイツでのミュンヘンオリンピック事件と同じ轍を踏むことを恐れて、この作戦の実行を認めなかった。アラブ連盟は協力的だったが、首相は北アイルランド問題を念頭に政府はテロリストの要求を、例え化粧品であっても一切譲らず国外逃亡も認めないと断固として主張し、国内法で対処するように厳命する。仕方なく、SASは当初の作戦である建物に突入する作戦を新たに練り直すことにする。
5日目。サリムの要求通り、BBCワールドサービスはテロリストの声明を放送した。テロリストたちの行動の理由は、アラビスタンにおけるイラン政府による弾圧を世間に知らしめるためだという。放送されたニュースを聞いたサリムはマックスに感謝し、2人の人質を解放した。
6日目。バスを用意するという要求が期限までに叶わなかったため、苛立ったファイサルは人質を殺害する。最悪の事態を受けて、内務大臣のホワイトローはSASへ指揮権を委譲し、強行突入を承認する。ヴァーノンは突入時にテロリストの注意をそらすために電話で交渉を進めるように指示される。
強行突入によって、人質の1人は犠牲となったが、SAS隊員には1人も犠牲が出ることなく、サリムと他の4人のテロリストが殺害される。人質が外に連れ出される際、ファイサルが人質の中に隠れていることに気づいたファーミンは、ファイサルが手榴弾を使う前に彼の腹を撃つ。大使館の外では人質が一時的に拘束され、人質の中に隠れていた最後の6人目のテロリストが発見され、逮捕される。強行突入という結果に、動揺するヴァーノンは妻に無事を知らせるために電話をかけ、SASチームはラジオで首相が自分たちと警視庁を絶賛するのを聞きながら、ヘレフォードへと戻っていく。

## キャスト
※括弧内は日本語吹替
- ラスティ・ファーミン上等兵 - ジェイミー・ベル（川中子雅人）：SAS（英国特殊空挺部隊）のリーダー
- マックス・ヴァーノン主任警部 - マーク・ストロング（加藤亮夫)：ロンドン警視庁交渉班
- ケイト・エイディ/Kate Adie - アビー・コーニッシュ（斎藤恵理)：第一報を入れたBBCリポーター
- ジョン・デロウ/John Dellow - マーティン・ショウ：ロンドン警視庁副総監補。
- サリム - ベン・ターナー（亀田佳明）：アラビスタン解放民主革命戦線のメンバーで、占拠グループのリーダー
- ロイ - イーモン・エリオット
- ファイサル - Aymen Hamdouchi（四宮豪）
- レイ - アンドリュー・グレインガー（四宮豪）
- ジョン・マッカリース/John McAleese - コリン・ガーリック：SAS隊員。イギリス陸軍上等兵。
- MI6スポークスマン - Ronan Vibert
- ジミー - ティム・ダウニー：事件を取材するジャーナリスト
- トム・ロヴェット - マシュー・サンダーランド：
- スナッパー - ライアン・オケイン
- Mustapha Karkouti - Michael Denkha：シリア人ジャーナリスト。人質の一人。
- チョッパー3 - ジョエル・ベケット：
- ビル - マーティン・ハンコック：BBCカメラマン
- 警察スポークスマン - ジョン・ヘンショウ
- ウィリアム・ホワイトロウ内務大臣 - ティム・ピゴット=スミス：
- マイケル・ローズ中佐 - ロバート・ポータル：イギリス陸軍SASの指揮官
- トニー・クラッブ - ジョン・ラム
- 男性翻訳家 - ジェフ・ススターマン
- トミー・パーマー - ジャレッド・ターナー

## 評価
Rotten Tomatoesでは、32件のレビューをもとに63％の支持率を獲得し、平均評価は6.4/10となっている。
Metacriticでは、本作の批評家レビューの平均点は現在36/100であり、「おおむね好ましくないレビュー」となっている。一方、一般ユーザーからの評価は7.1/10点で、「おおむね好評」となっている。
ガーディアン紙は、この映画を「思慮深く、よくできていて、いくつかの優れた演技があるが、ただ少し退屈だ。…最高のシーンにはSASが絡んでいる」と評している。
タイムズ紙はこの作品に4つ星を与え、「この素晴らしく、思いがけない思慮深いドラマの中で、ストーリーはアクション映画のように扱われている」と書いている。
ラジオ・タイムズ紙は4つ星をつけ、「国際テロの歴史の中で重要な章を再現した、緊張感のある緻密なスリラーである」と書いている。
BBC TVで包囲網を現地取材したテレビジャーナリストのケイト・エイディは、自分の役割が正確に表現されていることに肯定的なコメントを寄せた。ジャーナリズムというものは、一般のメディアでは必ずしも正確に表現されていないと彼女は述べている。だからこそ、「ある意味、この映画は非常に珍しいことを示していて、それをよく表現している。本当にうまくやっている」と。
この突入作戦に参加したSASチームのメンバーであるロビン・ホースフォールは、この映画に否定的な見解を示した。彼は特にジェイミー・ベル演じるラスティ・ファーミンの描写に批判的で、作戦における彼の役割は描かれているほど重要ではなく、SASの突入チームは描かれているよりもはるかに大きな部隊であったと述べた。「映画の中では、8人の兵士が登場し、ほとんどがスコットランド人であるように描かれていた。...あの時、何が起こっていたのか知りたかったら、BBCのドキュメンタリーを見てください」と。

## 参照
- ニュージーランド映画のリスト